# スタンフォード物理学情報検索システム
スタンフォード物理学情報検索システム（スタンフォードぶつりがくじょうほうけんさくシステム、Stanford Physics Information Retrieval System、SPIRES）とは、スタンフォード線形加速器センター（SLAC）が1960年代後半から稼動している、素粒子物理学の文献データベースのことである。このシステムでは、1日に5万件の検索が行われている。

## 利用法
- 「FIND TITLE CHARGINO LOOP」のように記述すれば、論文の題名中の単語を検索出来る。空白で区切って複数の単語を並べるとANDの扱いとなる。なお、この例では題名に「chargino」という単語がそのまま入っているものは検索できるが、「charginos」は対象外となる。「chargino#」とすれば、「chargino」に任意の文字列が続く単語を検索対象とすることができる。
- 検索条件の組み合わせには、「AND」や「OR」、「NOT」の利用が可能である。
- 「FIND AUTHOR RICHTER, BURTON」のように記述すれば、論文の著者名による検索が出来る。なお、著者名は苗字（Last name）のみでも検索は可能である。また、条件の組み合わせとして、著者名と題名中の単語との組み合わせも可能である。
- 他の検索条件と組み合わせることを前提として、「DATE 1999」、「DATE AFTER 2000」といった記述が可能である。これらはそれぞれ1999年の論文、2000年以降の論文を検索する条件となる。
- 「TITLE」の代わりに「T」、「AUTHOR」の代わりに「A」、「DATE」の代わりに「D」といった省略形を利用可能。
- その他、検索に利用できるインデックスはhttp://www.slac.stanford.edu/spires/find/hep/www?show+indexes（外部リンク）を参照。
- 入力に際しては、小文字の利用も可能である。

## ミラーサイト
SLACのサイトの他に、次に挙げる高エネルギー物理学、素粒子理論の研究所や大学にミラーサイトが置かれている。
1. DESY、ドイツ電子シンクロトロン（ドイツ）
2. Fermilab、フェルミ国立加速器研究所（米国）
3. IHEP、高エネルギー物理学研究所（Protvino）（ロシア）
4. Durham U.、ダラム大学（英国）
5. YITP、京都大学基礎物理学研究所（日本）
6. LIPI、インドネシア科学研究所（インドネシア）